# El Mercurio
El Mercurio es un periódico tradicional chileno, con varias ediciones de circulación diaria y una versión en línea llamada EMOL. Forma parte del Grupo de Diarios de América. 
La edición de El Mercurio de Valparaíso, publicada a partir del 12 de septiembre de 1827, es el periódico en circulación más antiguo de Chile y del mundo en lengua castellana. Su edición más importante es la de Santiago, fundada por Agustín Edwards Mac-Clure y publicada desde el 1 de junio de 1900.
Debe su nombre y logo al dios romano Mercurio, mensajero de los dioses.

## Historia

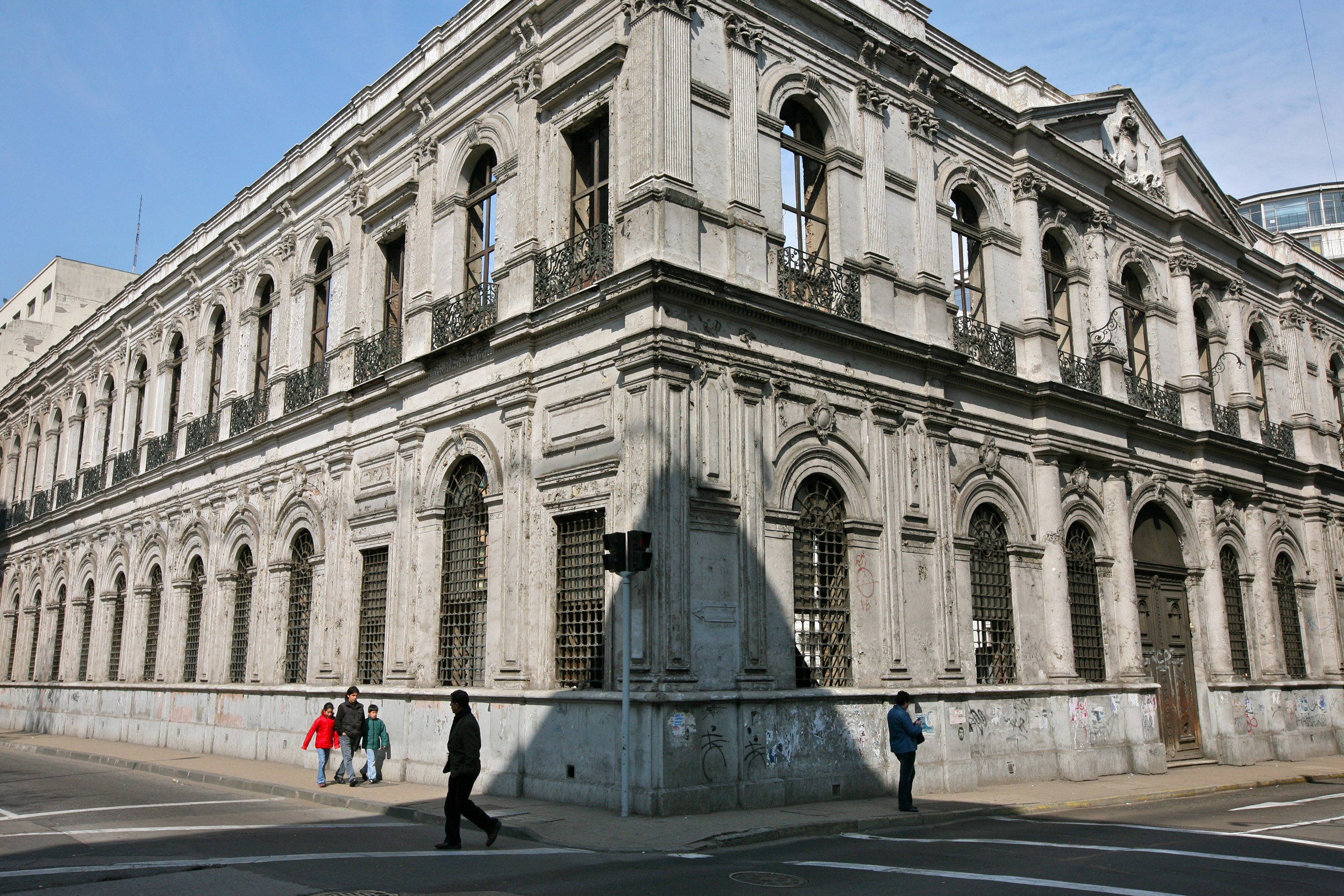
El Palacio Larraín Zañartu, sede del periódico entre 1902 y 1984.

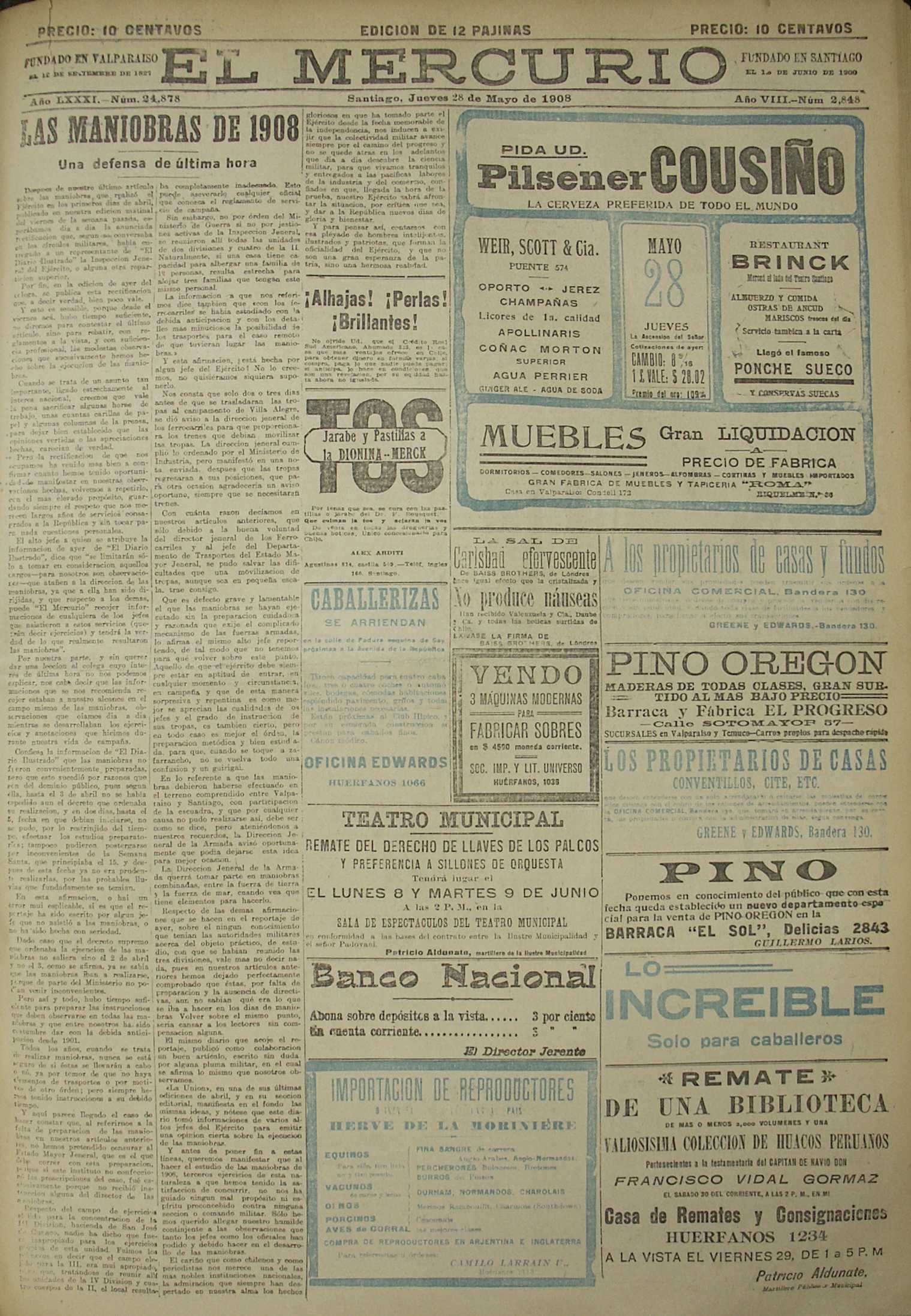
Edición del Mercurio del 28 de mayo de 1908.

El Mercurio de Valparaíso aparece por primera vez el 12 de septiembre de 1827, fundado por Pedro Félix Vicuña. En algún momento estuvo en duda si él fue el fundador, ya que se señalaba a un estadounidense de apellido Wells e Ignacio Silva. En realidad el primero fue su socio y el segundo su subalterno, produciéndose la confusión por el hecho de no participar Pedro Félix Vicuña en el nombre oficial de la sociedad original. Al respecto, en una carta enviada al periódico en 1870 este señala: “... Yo fui el fundador de este diario y di la mitad de los fondos sin interés alguno para establecerlo. En mi juventud yo redacté los primeros números y lo bauticé con el nombre que lleva”.
Agustín Edwards Ossandón adquiere en 1875 el edificio donde funcionaba el diario El Mercurio de Valparaíso para saldar las deudas que los hermanos Tornero tenían con él. Así su hijo Agustín Edwards Ross comienza a hacerse cargo de la edición de este periódico, dada su experiencia previa en el periódico La Época, el cual adquirió en 1882 (un año antes había sido fundado por Guillermo Puelma) y en el cual participaron autores como José Martí, Rubén Darío y Anatole France. Posteriormente, Agustín Edwards McClure, decidió fundar el 1 de junio de 1900 El Mercurio de Santiago de carácter vespertino, y matutino desde 1902, adquiriendo para sí el Palacio Larraín Zañartu (Marquesado de Montepío) de la sucesión de doña Carolina Zañartu de Larraín. Si bien inicialmente se presentaba como la edición de Santiago del diario de Valparaíso, incluso con el logo y fecha de fundación de dicho diario, ya indicaba en su portada que era el Número 1 y el Año 1. Posteriormente sería conocido como El Mercurio y transformado en el principal diario del grupo.
En su primera editorial señalaba: Conocida es ya, hasta ser tradicional, la respetuosa y tranquila actitud de El Mercurio para discutir con tranquilidad inalterable las más graves materias del orden político, económico, administrativo o internacional. Con ello se determinó continuar la tradicional línea editorial de la compañía: apartarse de las luchas partidistas; entregarse por completo a las grandes causas del país; y moderar las pasiones extremas que en el futuro pudiesen dividir a los chilenos. Con ello buscaba competir también con los dos grandes diarios de la época en Santiago: El Ferrocarril (1855) y El Diario Ilustrado (1902).
El 25 de febrero de 1970 se inició un gran incendio en las bodegas que El Mercurio poseía en la intersección de las avenidas Santa María y Américo Vespucio. El siniestro duró 8 días hasta la total extinción del fuego.

### Ataques durante el gobierno de Salvador Allende
El Mercurio sufrió constantes ataques por parte del gobierno de Salvador Allende, debido a que se trató de expropiar el medio, influir en su manejo administrativo, del personal, y vetar los contenidos informativos y editoriales. Todo ello generó un clima de tensión persistente por ambas partes. En 1971 diez inspectores y dos abogados se apersonaron en las oficinas del medio y de Editorial Lord Cochrane con objeto de buscar delitos contables. Para justificarla, René González, jefe del Departamento de Investigación de Delitos Tributarios argumentó que era parte de las atribuciones de su repartición fiscalizar las empresas, para lo cual confiscaron los libros de cuentas.
En 1972 el ministro de Economía, Orlando Millas, declaró la necesidad de traspasar al "área social" la Compañía Manufacturera de Papeles y Cartones, ya que si esto se producía era evidente que El Mercurio no podría imprimirse. Se realizó una campaña pública para impedir el traspaso de propiedad al Estado, que tuvo como lema «La papelera, No». Asociado a ello, se produjo la fijación del precio del papel, que sumió en una crisis a la CMPC y al grupo Matte, su controlador, tuvo su primera satisfacción cuando en octubre de 1973, apenas un mes después del 11 de septiembre, se liberalizó el  precio del papel.
Paralelamente, en el Congreso Nacional y en la prensa adherente al gobierno se difundió una denuncia sobre la participación de integrantes con armamentos en este medio de comunicación, lo que llevó a una investigación minuciosa sobre lo dicho. Por petición del Ministro del Interior, José Tohá, se designó un Ministro en visita, pero luego de efectuarse el trámite correspondiente se comprobó la falsedad de la denuncia.
Durante el tiempo del gobierno de Allende el diario sobrellevó varios atentados contra la infraestructura y personal lo que aumentó la oposición de la empresa periodística hacia las autoridades por las violentas acusaciones emitidas.

A raíz de haber producido una declaración del Presidente del Partido Nacional, Senador Sergio Onofre Jarpa, en que la colectividad denunciaba los atropellos del Gobierno a la Constitución y a la Ley, insistiendo en declaraciones ya hechas por los tribunales y respaldadas por el Congreso, en orden a la quiebra del estado de derecho, el Gobierno demandó ante los tribunales a las autoridades de esa colectividad política y pidió sancionar a El Mercurio con la suspensión de sus ediciones. El Ministro de la  Corte de Apelaciones designado para sustanciar la causa, Señor Raúl Moroni, acogió la petición y ordenó suspender por seis días a nuestro diario
René Silva Espejo

Mónica Rojas, periodista de El Mercurio, señala que el periódico "estaba siendo presionado en forma reiterada por la Unidad Popular, a través de censuras, denuncias y querellas por infracción a la Ley de Seguridad Interior del Estado. Incluso, el 22 de junio de 1973 el diario no salió a circulación por orden judicial (fue la primera vez en toda su existencia que ello sucedía)".
Hermógenes Pérez de Arce, columnista y abogado, relata que "Hubo un conflicto interno entre el personal" en El Mercurio de Santiago, porque se estaban formando grupos para adquirir el mando y dirección de este medio de comunicación. Por consiguiente "Se querían tomar el diario, todos esperábamos el golpe por parte de los marxistas". A pesar de ello, prosigue, "La mayoría del personal era de derecha por eso que fue muy fuerte el apoyo hacia la empresa", a raíz de los constantes ataques contra la infraestructura del medio de comunicación en que "tiraron piedras, estallaron bombas, a veces encontramos todo desbaratado".
Según archivos desclasificados en 2017 por la CIA, dos directivos de El Mercurio eran funcionarios de la agencia.

### Apoyo económico de Estados Unidos para el golpe de Estado en Chile
"...Además de financiar a los partidos políticos (opositores a Allende n.del a.)-dicen los informes- el Comité 40 (organismo de los servicios secretos estadounidenses) aprobó grandes sumas para sostener a los medios de oposición y para mantener así una campaña oposicionista implacable. La CIA gastó un millón y medio de dólares para apoyar a "El Mercurio", el principal periódico del país y el canal más importante de propaganda contra Allende. Según documentos de la CIA, estas gestiones significaron un papel significativo en la preparación del escenario para el golpe del 11 de septiembre de 1973..."
Comité Church y Pike del Senado de Estados Unidos

"...Tanto el gobierno de Estados Unidos, como la ITT chorrearon dinero (were funneling money) en manos de individuos asociados al diario ("El Mercurio")"
Comité Church y Pike del Senado de Estados Unidos

1970
- 25 de marzo: El Comité de los 40 aprueba 125 000 dólares para una "operación de descrédito de la Unidad Popular".[15][16][14]
- 27 de junio: Se acuerdan 300 000 dólares adicionales.[16]
- 9 de septiembre: Se aprueban 700 000 dólares para El Mercurio.[16][14]

1972
- 11 de abril: Otros 965 000 dólares para El Mercurio.[16][14]
- 15 de mayo: ITT deposita 100 000 dólares en Suiza.[16][14]

1973
- 11 de abril: Se acuerdan 300 000 dólares adicionales para El Mercurio.[17][16]

#### Comité Church
Más detalles fueron revelados por las investigaciones del senador Frank Church (Select Committee to Study Governmental Operations with Respect to Intelligence Activities) en 1975.

"La CIA mantiene una red de centenares de individuos a lo largo y ancho del globo que entregan inteligencia para la CIA además de tratar de influenciar la opinión en sus países por medio de propaganda encubierta.  Estos individuos proveen a la CIA acceso directo a un sinnúmero de periódicos y tabloides , servicios periodísticos y agencias noticiosas, estaciones de radio y televisión, editores de libros comerciales y medios extranjeros."
 Reporte del Congreso de los Estados Unidos publicado en 1976

Church arguyó que desinformar al mundo le costaba a los contribuyentes de Estados Unidos US$ 265 millones al año.
En febrero de 1976, George H. W. Bush, recientemente nombrado director de la CIA, anunció una nueva política:

Efectivo inmediatamente, la CIA no volverá a pagar o contratará a ningún periodista o dueño de periódicos, a tiempo completo o parcial acreditado en algún servicio de noticias, periódico, radio o televisión estadounidenses (No dice nada de los del resto de mundo). "Sin embargo, la CIA continúa "bienviniendo" la cooperación voluntaria no paga de periodistas de este país.

#### Reporte Joyas de la Familia
De acuerdo al reporte "Joyas de la Familia", entregado por el National Security Archive el 26 de junio de 2007, durante el período comprendido entre el 13 de marzo de 1963 y el 15 de junio de 1963, la CIA grabó y espió a los reporteros basados en Washington.

### Actualidad

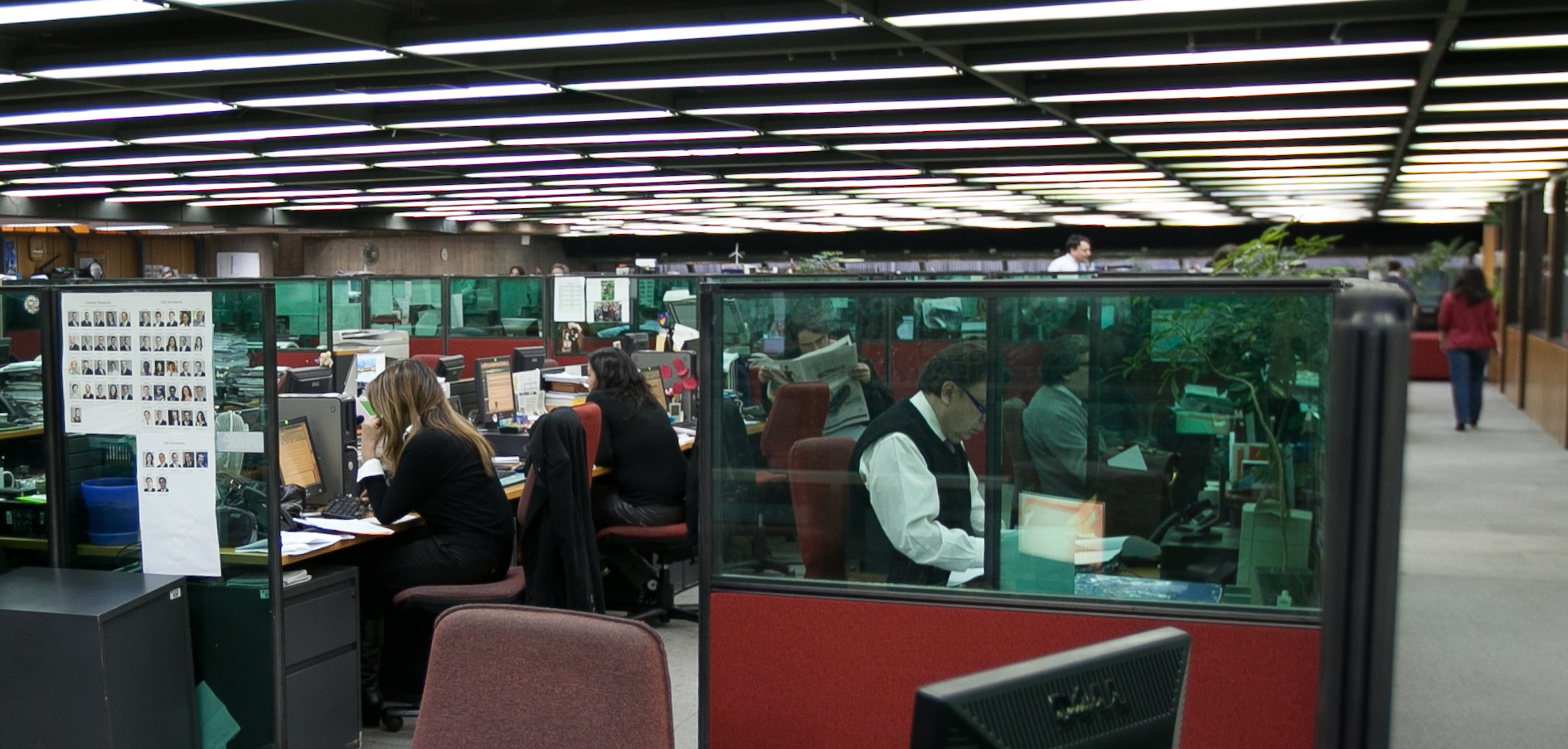
Sala de redacción de El Mercurio.

En 1980 se inició la construcción del nuevo edificio del periódico en la avenida Santa María, a cargo de los arquitectos Christian de Groote, Hugo Molina, Gloria Barrios y Jacqueline Pertuiset. El 31 de agosto de 1983 (dos años después de la creación de la sección de Diseño Periodístico), el periódico publicó su primera infografía: un croquis explicativo del atentado a Carol Urzúa. En diciembre de 1984 concluyó el traslado de sus dependencias desde la esquina de las calles Morandé y Compañía a un nuevo edificio en la avenida Santa María, y en 1986 creó el Club de Lectores, destinado a los suscriptores del periódico.
En la actualidad, además de las ediciones impresas, existe una versión del periódico en línea y un portal de noticias basado en la publicación periódica, El Mercurio Online o EMOL. También ha cambiado el formato en el cual se entregan las noticias. Mientras que ha mantenido su formato broadsheet (con una reducción del ancho de sus páginas a partir del 12 de septiembre de 2001), desde fines de los años 1980 se publica regularmente a color (anteriormente limitado a ediciones especiales y suplementos), además de adaptarse a un modelo semi-europeo, muestra de aquello fueron las páginas de opinión y editoriales, ubicadas en la segunda y tercera páginas respectivamente, así como el retiro de la sección de tiras cómicas hacia 1989 (aunque a finales de 2011 se empezaron a publicar Flips & Flops, historieta relativa a la contingencia financiera nacional) y Gaturro (historieta de humor argentina, creada por Nik) desde el 24 y 31 de diciembre respectivamente en la edición sabatina del periódico. Sin embargo el diario ha revertido esta tendencia, debido a que en 2008 su clásica estructura ha sido transformada en una sucesión de titulares y fotografías, principalmente para atraer a los sectores más populares, pese a que su precio es aún relativamente elevado, lo que ha provocado gran cantidad de comentarios.
Es conocido como el «decano de la prensa chilena», recibiendo en 2004 el premio Marketing Hall of Fame, otorgado a las marcas clásicas de Chile.
El diario ha sido pionero en introducir en el país innovaciones técnicas relacionadas con la creación, la composición y la impresión de periódicos. Actualmente, posee una de las plantas más modernas de Sudamérica, inaugurada a mediados de los años 1980.[cita requerida]
El Mercurio forma parte de la empresa periodística El Mercurio S.A.P. que es, junto con su rival COPESA, uno los principales propietarios de medios escritos chilenos.

## Línea editorial
La línea editorial de El Mercurio, desde sus orígenes, se ha caracterizado por ser de una tendencia política editorial conservadora, situación que ha quedado de manifiesto en diversas ocasiones, tales como su rechazo a la Huelga General de 1907 que acabó con la Matanza de la Escuela Santa María de Iquique, o su férrea oposición a la candidatura de Salvador Allende en 1970 y a su posterior gobierno. Son célebres las fotografías que muestran diversas pancartas con la frase «Chileno: El Mercurio miente», primero en el marco de la reforma universitaria de los sesenta y setenta, y luego como protesta ante los rectores designados por la dictadura militar en los años ochenta.
A fines de los años 1990, archivos desclasificados de la CIA revelaron que El Mercurio, junto con otros medios de comunicación chilenos, recibió financiamiento (más de un millón y medio de dólares estadounidenses) y lineamiento editorial del gobierno de Richard Nixon con el objeto de desestabilizar al gobierno de Allende. 

Un memorándum del renovado proyecto de la CIA concluyó que El Mercurio y otros medios de comunicación apoyadas por la Agencia habían jugado un papel importante en la puesta en marcha del golpe militar del 11 de septiembre de 1973 que derrocó a Allende.

Consecuentemente, el periódico mostró un sostenido apoyo al subsecuente golpe militar encabezado por Augusto Pinochet. No fue hasta mucho después de la publicación del Informe Rettig en 1991, cuando el periódico abandonó la utilización del calificativo de «presuntos detenidos desaparecidos» para referirse a víctimas de violaciones a los derechos humanos.
Durante la presidencia de Gabriel Boric, El Mercurio apoyó la opción "Rechazo" en el plebiscito constitucional de Chile de 2022.

## Cuerpos del periódico
- Cuerpo A - Portada: Contiene noticias en su primera página se muestran los titulares más importantes. En sus siguientes páginas se muestran noticias internacionales, "Cartas y Opinión", editoriales, vida social, "Cultura", educación, "Vida ciencia y tecnología".
- Cuerpo B - Economía y Negocios: Contiene noticias del ámbito financiero y empresarial. De lunes a viernes incluye los avisos económicos.
- Cuerpo C - Nacional: Contiene informaciones de Santiago y regiones, obituarios, cultura y espectáculos, política, carteleras de cine y televisión, y servicios.
- Cuerpo D - Reportajes: Contiene entrevistas y reportajes a personajes del ámbito social y político. Circula los días domingo.
- Cuerpo E - Artes y Letras: Aborda temas de cultura, literatura, filosofía y cine, entre otras disciplinas artísticas. Circula los días domingo.
- Cuerpo I - Innovación: Contiene reportajes y noticias sobre temas de emprendimiento, innovación, sociedad civil, empresas con propósito, desarrollo sostenible y desafíos del futuro. Circula los días jueves, desde el 31 de mayo de 2019.
- Deportes: Contiene informaciones deportivas, y los días lunes circula bajo el nombre El Diario del Deporte. Dicho cuerpo fue llamado Revista del Deporte en un principio los días lunes y el resto de la semana iba incorporado al Cuerpo C del diario, hasta mediados de los 1990 cuando circula su propio cuerpo en circulación diaria. En ocasiones especiales dicho cuerpo cambia de nombre, como por ejemplo El Mercurio en Londres 2012, para los Juegos Olímpicos de ese año o El Diario del Mundial, para el torneo disputado en Sudáfrica en 2010.
- Automóviles: Suplemento de avisos clasificados servicios y accesorios para automóviles. Circula los días sábado.
- Económicos Clasificados: Suplemento que circula los días domingo.
- Propiedades: Suplemento de avisos clasificados propiedades en venta, avisos económicos, que circula los días domingo.

### Suplementos especiales
Los suplementos especiales son cuerpos que no tienen un día de publicación. Tienen la característica de contar cada uno de ellos con un tema o enfoque principal.
- Chile Tecnológico: Habla de temas tecnológicos como la ciberseguridad, redes sociales, nuevos celulares, fibra óptica, etc. Contando hasta la fecha con más de 180 publicaciones, teniendo 10 páginas aproximadamente.
- Energía y Sustentabilidad: aborda todo lo que tenga que ver con energías sustentables y soluciones tecnologías sustentables, teniendo mucho protagonismo la electromovilidad. Aproximadamente las ediciones tienen entre 6 y 14 páginas.
- Logística, Bodegaje y Transporte: su enfoque es trasporte (terrestre, aéreo y acuático) y todos sus relacionados desde Trenes a Hidrógeno verde a las cadenas de frío en contenedores y el robo de camiones. Este suplemento cumplió un año el 17 de octubre del 2023 y tiene más de 12 ediciones.
- Finanzas y Tecnología: este suplemento mezcla las Finanzas con la tecnología, teniendo temas como la IA en los negocios, tarjetas de prepago, el reto de la educación financiera y pagos digitales. Estando con más de 5 ediciones y camino a su primer año de circulación.
- Valor País: Profesionales que transforman la economía. Se tratan principalmente temas de economía teniendo, opiniones de expertos y seminarios e inversiones.

## Revistas
- Campo: Revista de agricultura publicada desde el 29 de junio de 1976, inicialmente bajo el nombre Revista del Campo [32] nombre que todavía persiste en El Mercurio Digital. Cuenta con una cantidad 100.000 ejemplares aproximadamente, circulando los días lunes.[33] Actualmente está en Formato caja: 28.4 cm x 26.2 cm.
- Domingo: Revista de reportajes y turismo publicada desde el 4 de diciembre de 1966, inicialmente bajo el nombre Revista del Domingo.[34][35] Posteriormente cambió su nombre a Revista del Domingo en Viaje, y en la actualidad se denomina solamente Domingo. Desde 2009 hasta el 2020 fue distribuida solo a los suscriptores del diario. Desde el 17 de mayo de 2020 dejó el formato suplemento y se publica como un cuerpo más del diario los días domingo, sin mayores variaciones en su contenido tradicional.
- Sábado: Revista de reportajes y entrevistas publicada desde el 26 de septiembre de 1998,[36] inicialmente bajo el nombre El Sábado. Desde el 16 de mayo de 2020 se publica como un cuerpo más del diario, dejando de ser suplemento.
- VD: Revista de decoración publicada bajo el nombre Vivienda y Decoración desde 1983 con la Abreviación VD, inicialmente bajo los nombres Revista de la Casa (1979-1981) y Vivienda y Diseño (1981-1983).Contiene Segmentos de arquitectura, diseño, paisajismo y urbanismo que circula los días sábado. Con 172.000 ejemplares aproximadamente (Información del 2.º semestre 2018).[37] Esta revista cuenta con 245 mil lectores, en los formatos físicos y en El Mercurio digital[37]

- Wikén: Revista de cultura y espectáculos que circula los viernes. Nació en 1976 con el título de Espectáculo Wikén[38] como un cuerpo especial de El Mercurio, dedicado a espectáculos y tiempo libre. Al año siguiente, el 22 de abril, pasa a tener el nombre actual de Wikén[39] y el 16 de abril de 1982 adopta su forma actual de tabloide.[38]
- Ya: Revista femenina publicada desde el 6 de septiembre de 1983.[40] Bajo el nombre Ya como dice El Mercurio Media "busca reflejar los dos mundos de la mujer: el privado, donde aborda temas de pareja, crianza, sexualidad, moda, belleza, cuidado personal y psicología, y también el mundo público".[41] Cuenta con 205 mil lectores (en formato físico y digital). Esta revista circula los días martes, en formato de 29.5cm x 22.5 cm junto con el diario.

### Revistas y suplementos descontinuados
- Pocas Pecas (17 de septiembre de 1978-3 de mayo de 1981): Suplemento infantil en formato berlinés de carácter educativo, con juegos, historietas entre otras cosas, que circulaba los días domingo.
- El Dirigible (1995-2000) suplemento que circulaba los días domingo y entregaba información de universidades e institutos profesionales, para jóvenes que hacían ingreso a la educación superior
- Siglo XXI (11 de octubre de 1990-12 de agosto de 1999): Suplemento sobre adelantos y avances de ciencia y tecnología. Circulaba los días jueves.
- Timón (1996-2005): Suplemento infantil, concursos, beneficios, cómics, entrevistas y reportajes con temas de interés para los niños. Circulaba los días jueves, y además aparecía los días domingo como un inserto en el Cuerpo C.
- TV Wikén (17 de mayo de 1991-6 de junio de 1997): Suplemento dedicado a la televisión, hermana de la revista Wikén. Incluía los destacados y la programación semanal de los canales abiertos y de televisión por cable -principalmente a canales de Intercom (luego llamado Metrópolis Intercom)-, columnas, destacados en cine y deportes, y pasatiempos de ingenio. Circulaba los días viernes.
- Zona de Contacto (1991-2010): Suplemento juvenil que partió como sección de la revista Wikén, hasta que se convirtió en revista propia, y luego como portal de internet. Contenía temas sobre tendencias juveniles, tanto en moda, música, cine e intereses en general, con circulación los días viernes.
- Cuerpo D - Vida Actual (9 de julio de 2011-2 de mayo de 2019): Noticias de espectáculos y reportajes de estilo de vida. Circuló los días sábado y apareció por primera vez el 9 de julio de 2011.[42] A partir del 24 de enero de 2019 este cuerpo circuló los días jueves.[43] El jueves 2 de mayo del mismo año fue su última edición.[44]